# Alboin longobárd király
Alboin (526 – 572. június 28.) longobárd király 561-től haláláig, aki
oly híressé tette nevét, hogy az ő férfias viselkedését, dicsőségét, szerencséjét és vitézségét a háborúban egészen napjainkig nemcsak a bajoroknál és a szászoknál, hanem más, ugyanazon nyelvű nemzeteknél is dalokban dicsőítik.

## Ifjúkora
Audoin király fiaként született. Paulus Diaconus jellemzése szerint "hadértő és egyáltalán minden tekintetben kitűnő férfiú", akinek hírneve ismert volt, amikor a longobárdok királya lett. A frank Chlothar király leányát vette feleségül. Alboin részt vett az 551-es hadjáratban, ahol megmutatta "hadértő" vitézségét. A csatában megölte Thurisind gepida király fiát, Thurismundot. A győztesen visszatérő longobárdok azt tanácsolták Audoin királynak, hogy fogadja asztaltársává Alboint, hogy aki társa volt a veszélyben, az legyen társa az asztalnál is. A király azonban azt válaszolta, hogy a hagyomány szerint ezt csak akkor teheti meg, ha a fia egy idegen nép királyától fegyvert kap. Alboin ekkor negyven ifjúval ellenségük, a gepida király udvarába ment, s nyíltan elmondta, miért jött hozzá. A király vendégszeretettel fogadta, asztalához ültette, éppen megölt fia helyére. Majd bánatának emlékével így szólt Alboinhoz: "Kedves előttem az a hely, de annak az embernek látása, aki most ott ül, nagy nehezemre esik". Ekkor a longobárdok és a gepidák közt sértő szócsata keletkezett, "minden kéz a fegyver markolatán", készen az összecsapásra. A király azonban – tekintettel a vendégbarátság törvényére – lecsillapította őket, s a békességet megőrizve átadta Alboinnak az általa megölt Thurismund királyfi fegyvereit, amikkel az sértetlenül visszatérhetett édesapja országába. Audoin ezután asztaltársává fogadta Alboint, aki "miközben atyjával a királyi gyönyöröket vígan élvezé, sorra elmondogatja, hogy mi történt vele a gepidáknál Thurisind palotájában. A jelenlevők pedig csodálkoznak és dicsérik Alboin merészségét, de Turisind páratlan becsületességét sem magasztalják kevésbé".

## Uralkodása Pannoniában
Édesapja halála után Paulus Diaconus szerint "mint tizenkettedik király, övéinek osztatlan tetszése közepette lépett a trónra". Személyében kétségkívül egy harcos vezér irányította a longobárdokat. Alboin 566 őszén szerzett tudomást az Al-Duna vidékén élő avarokról, akik vereséget mértek a frank Sigebert királyra, Alboin sógorára. Szövetséget ajánlott az avarok kagánjának a gepidák és Bizánc ellen. 567-ben az avarok behatoltak a Tisza mentén lévő gepidák országába, s a velük egyidejűleg támadó támadó longobárdokkal együtt véres csatában megverték őket, véget vetve királyságuknak. Ezrével hurcolták magukkal a foglyokat és a zsákmányt. A gepidák összeomlását kihasználva, Bizánc gyorsan visszafoglalta Sirmiumot. 
A csatában Alboin megölte az akkori gepida királyt, Cunimundot, s mint Paulus Diaconus írja, "levágott fejéből ivóserleget készíttetett magának. Az ilyenfajta poharat nálunk scalának mondják, latinul paterának hívják. [Alboin] Ezután Cunimundnak Rosamunda nevű leányát nagy csapat különböző nemű és korú fogollyal együtt magával hurcolta; ezt a lányt Chlodoswitha halála után saját vesztére – mint kitűnt – feleségül vette."
A gazdag zsákmánynyal és harci dicsőséggel teli longobárdok még haza sem értek, amikor hírül vették, hogy az avarok átkeltek a Dunán és támadást intéztek Sirmium ellen. Alboinnak és II. Justinianus bizánci császárnak rá kellett döbbennie, hogy a viszonylag békés gepidák helyébe egy zsákmányra éhes, harcias szomszéd került. A logobárdok léte bizonytalanná vált Pannoniában, ezért Alboin rokonaitól, a szászoktól segédcsapatokat kért, újabb szerződést kötött az avarok kagánjával. Átengedte számukra Pannonia területét, s ennek fejében azok nem állítottak akadályt a Dráván való átvonulásuk útjába. 568 tavaszán Alboin vezetésével a longobárdok kivonultak Pannoniából, felégetve mindent maguk mögött, Itália felé indultak.

## A longobárd honfoglalás

A longobárdok (kékkel) és a bizánciak (narancssárgával) fennhatósága alatti területek Itáliában Alboin uralkodásának idején

Paulus diaconus szerint maga a császári hadvezér Narszész tanácsolta Alboinnak, hogy hagyják ott a szegényes Pannoniát a gazdag Itáliáért. A longobárdok az Adriai-tenger északi partján fekvő Aquileiához érkeztek. A város jelentős kikötő és patriarchális székhely volt. Alboin a klánokat (törzseket) Aquileia ellen vezette, amelynek görög patriarchája a várostól délre lévő kis szigetre, Gradóba vonult vissza. Aquileia után a longobárdok elfoglalták Friulit, Veronát s 572-ben Páviát. Minden törzs a saját hercegével egy-egy római városban és azt körülvevő területeken rendezkedett be – így körülbelül harmincöt (majdnem független) hercegség jött létre. Két longobárd délre vonult, és két teljesen független hercegséget hozott létre: Faroald Spoleto körül, Zotto Benevento mellett.

## Alboin halála

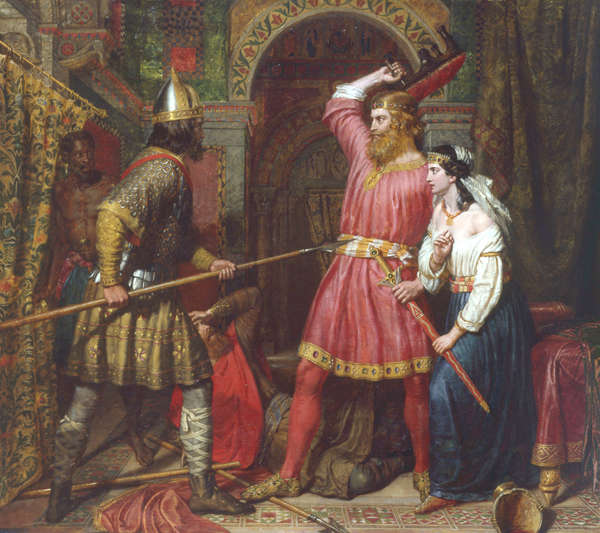
Charles Landseer: Alboin longobárd király meggyilkolása (1859)

Alboin a hódítás után mindössze három és fél évig uralkodott. Halálát Paulus diaconus a longobárd hősi mondák nyomán írja le. Felidézi Alboinnak a gepidák elleni háborúját, amelyben megölte a gepidák királyát, s feleségül vette annak leányát, Rosamundát, aki végül bosszút állt édesapjáért. "Midőn egy alkalommal Alboin Veronában jókedvűen ült a lakománál – már a kelleténél túl is –, akkor megparancsolá, hogy azzal a serleggel, amelyet ő apósának, Cunimundnak királynak a koponyájából csináltatott, adjanak inni bort a királynénak, s ő maga is felszólítá azt, hogy igyék vígan az atyjával. Ezt ne tartsa senki lehetetlennek, mert én Krisztusra, az igazságot mondom. Magam is láttam ezt a poharat, midőn egy ünnepélyes alkalommal Ratchis herceg a kezében tartotta és vendégeinek mutogatta. Mikor ezt Rosamunda meghallotta, szívét mély fájdalom fogta el, amelyet többé nem is tudott elfelejteni. Lángra lobbant benne a bosszúvágy, hogy atyjának haláláért férjének a meggyilkolásával bosszulja meg magát." A király fegyverhordozójával együtt rászedte Alboin igen erős katonáját Peredeót, hogy öljék meg a királyt. Mialatt Alboin déli álmát aludta, Rosamunda eltávolította a palotájából a fegyveres őröket, s a gyilkos Helmechist beengedte a király szobájába, akinek kardját az ágyához kötözte, hogy védekezni se tudjon. "Így veszett el egy hitvány asszony csele következtében az – írja Paulus Diaconus –, aki a háborúban annyi ellenség leverése által a legnagyobb haditettekkel dicsekedhetett. Holttestét a longobárdok siránkozása és jajveszékelése között temették el a palota lépcsőzetének az aljába. Magas termetű volt és minden porcikájában harcra termett." A trónon Cleph követte.

## Eredeti források
- Origo Gentis Langobardorum
- Pauli Historia Langobardorum
- Tours-i Gergely
- Iohannis Abbatis Biclarensis Chronica
- Marii Episcopi Aventicensis Chronica
- Theophylacti Simocattæ Historiarum